# Gelasinospora macrospora
Gelasinospora macrospora är en svampart som beskrevs av Cailleux 1972. Gelasinospora macrospora ingår i släktet Gelasinospora och familjen Sordariaceae.   Inga underarter finns listade i Catalogue of Life.